# Francille
Francille ou Francillon (en latin : Francilio) est le quatorzième évêque de Tours, au VIe siècle. 

## Biographie
Selon Grégoire de Tours, Francille était un sénateur, citoyen de Poitiers. Il avait une femme, nommée Claire, mais pas d'enfants ; tous deux étaient fort riches en biens qu'ils donnèrent en grande partie à la basilique de Saint-Martin.
Francille siégea deux ans et six mois. Il mourut dans la nuit de Noël 529 après l'absorption d'un breuvage supposé empoisonné, et fut enseveli dans la basilique de Saint-Martin.
Il eut pour successeur Injuriosus.

### Source primaire
- Grégoire de Tours, Histoire des Francs, Livre X